# باتسا
باتسا (به لاتین: Batsa) یک منطقهٔ مسکونی در اتحاد قمر است که در گرند کومور واقع شده‌است. باتسا ۱٬۳۶۶ نفر جمعیت دارد.